# Diecezja Kaya
Diecezja Kaya – diecezja rzymskokatolicka w Burkina Faso. Powstała w 1969.

## Biskupi diecezjalni
- Bp Théophile Nare (od 2018)
- Bp Thomas Kaboré (1999–2018)
- Bp Jean-Baptiste Tiendrebeogo (1996 – 1998)
- Bp Constantin Guirma (1969– 1996)